# Pyrosomella verticillata
Pyrosomella verticillata är en ryggsträngsdjursart som först beskrevs av Neumann 1909.  Pyrosomella verticillata ingår i släktet Pyrosomella och familjen Pyrosomatidae. Inga underarter finns listade i Catalogue of Life.